# De poëzie in algebra en meetkunde
De poëzie in algebra en meetkunde is een hoorspel van Peter van Gestel. De NCRV zond het uit op maandag 20 februari 1967. De regisseur was Johan Wolder. De uitzending duurde 45 minuten.

## Rolbezetting
- Harry Bronk (Paul Reisz)
- Tine Medema (Anna Reisz, zijn moeder)
- Joke Hagelen (Christa Reisz, zijn zuster)
- Willem Grelinger (de rector)
- Donald de Marcas (Simons, een leraar)
- Martin Simonis (een leerling)

## Inhoud
De vraag wordt gesteld of er poëzie kan schuilen in de wiskunde. Het antwoord is een wedervraag: wat onder poëzie te verstaan? De jonge leraar die over dit poëzieprobleem tobt, voelt zich tevens nerveus omdat hij meent te constateren dat zijn waarneming zich afkeert van zijn identiteit. Hij vreest terecht te komen in een wereld die niets meer te maken heeft met de wereld waarin de andere mensen leven. Een en ander hangt samen met de zogenaamde logische beginselen die hij heeft overgehouden van zijn opvoeding, beginselen die hij langzamerhand gaat onderkennen als de absurde consequenties van de keuze die eens zijn voorouders hebben gedaan. Wat dezen zo poëtisch en logisch hebben gevonden, zo denkt de jonge leraar, kon best zijn ontaard en verworden tot een aantal gemeenplaatsen. Hiermee moet volgens hem worden afgerekend. Het gaat niet aan ten eeuwigen dage klakkeloos te herhalen wat anderen, lang geleden, hebben ontdekt en uitgevonden. De kritische instelling (die overigens ook weer niet een noviteit is) leidt uiteraard tot een conflict dat het eigenlijke onderwerp van het hoorspel is. Het gaat erom, de opstand tegen het vaderbeeld te legaliseren en zodoende de volwassenheid te bereiken.